# LLVM
LLVM és una infraestructura de compilació per millorar l'optimització de programes de diversos llenguatges de programació.
El propòsit inicial era perfeccionar el rerefons del compilador GCC, però el seu èxit, l'ha fet abastar altres àrees del compilador. Des del 2007 té el seu propi frontal de compilació per a C i C++, anomenat Clang. Dins el projecte de LLVM també s'hi inclou el depurador LLDB.
El projecte va començar l'any 2000 a la Universitat d'Illinois a Urbana-Champaign sota la direcció de Chris Lattner.
L'any 2005 Apple va formar un grup de treball per incorporar LLVM a les seves plataformes de desenvolupament.
Actualment Apple és el principal patrocinador del desenvolupament de LLVM.
Originalment, el nom LLVM eren les inicials de Low Level Virtual Machine, és a dir «Màquina Virtual de Baix Nivell» en anglès. Aquest nom però, s'ha deixat d'utilitzar perquè el projecte no té gaire relació amb el que actualment s'entén per màquina virtual en el món de la informàtica.

## Extensions i formats
.llllenguatge d'assemblador de llvm
.bccodi intermedi bitcode

## Comandes bàsiques
Vegeu comandes

### des de lleng. d'alt nivell
llvm-gccfrontal de compilació gcc, sortida a codi intermedi (-c) o assemblador (-S) o codi nadiu
llvm-g++frontal de compilació g++, sortida com a l'anterior

### des de codi intermedi (bitcode)
lliexecuta codi intermedi directament mitjançant compilació al vol (ang: Just-In-Time)
optoptimitzador de bitcode amb sortida bitcode
llvm-disdesassemblador per a l'arquitectura actual
llcconverteix codi intermedi a assemblador per a una determinada arquitectura
llvm-linkmuntador de mòduls bitcode. Genera un bitcode amb tots els mòduls.
llvm-ldmuntador de mòduls bitcode equivalent a ld. Genera un executable.
llvm-ararchiva com ar els fitxers de codi intermedi
llvm-nmllista la taula de símbols
llvm-extractextreu una funció

### des d'assemblador
llvm-asassemblador amb sortida a codi intermedi

## Endollable (plug-in) per al relligadorGNUGOLD
Realitzar optimitzacions en temps de relligat (anomenat en anglès "Link Time Optimizations" o amb les sigles LTO) requereix la col·laboració del relligador del sistema.
La darrera versió de GNU Binutils incorpora un relligador (en ang.: linker) alternatiu anomenat GOLD que admet endollables per facilitar optimitzacions externes en temps de relligat.
Intruccions.
- Gold, antigament present al paquet binutils-gold, està incorporat actualment al paquet binutils de GNU.